# Les Gours
Les Gours é uma comuna francesa na região administrativa da Nova Aquitânia, no departamento de Charente. Estende-se por uma área de 11,42 km². Em 2010 a comuna tinha 110 habitantes (densidade: 9,6 hab./km²).